# Jakov Gotovac

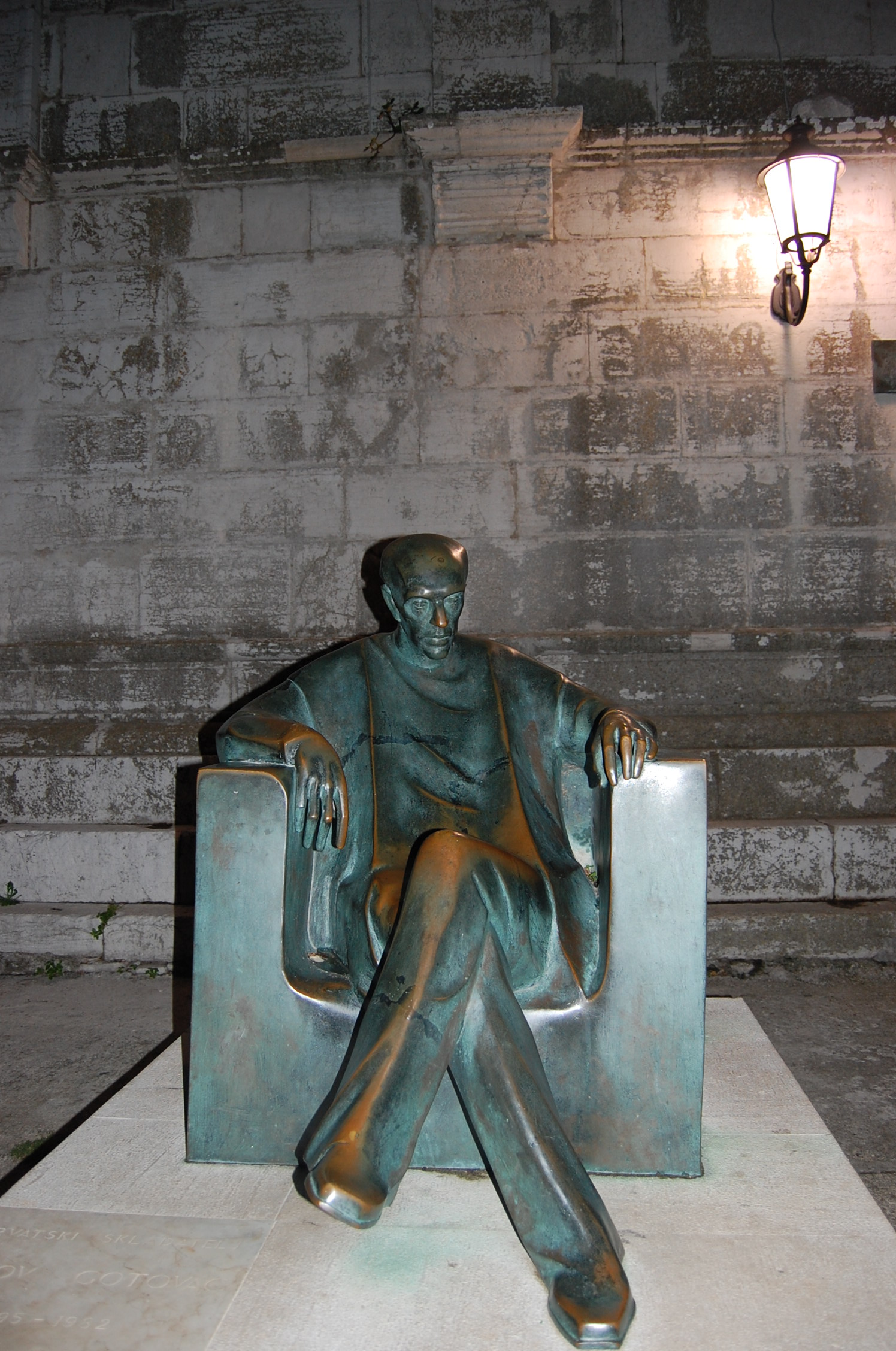
Denkmal für Jakov Gotovac in Osor

Jakov Gotovac (* 11. Oktober 1895 in Split, Österreich-Ungarn; † 16. Oktober 1982 in Zagreb, SFR Jugoslawien) war ein jugoslawischer Komponist und Dirigent kroatischer Abstammung.

## Leben
Jakov Gotovac studierte zunächst in Split bei Antun Dobronić, Josip Hatze und Cyril Metoděj Hrazdíra, seit 1920 bei Joseph Marx in Wien. 1922 wirkte er in der Philharmonischen Gesellschaft in Šibenik und dirigierte in der Zeit von 1923 bis 1958 am Kroatischen Nationaltheater in Zagreb. Nebenbei leitete er mehrere Chöre, unter anderem den Studentenchor Mladost-Balkan und den Chor Vladimir Nazor.
Gotovac war einer der ersten Vertreter eines kroatischen spätromantischen Nationalstils. Seinen Vokalwerken liegen häufig Texte der Volkspoesie zugrunde; obwohl er selten originale Volksmusik benutzte, ist seine musikalische Sprache stark folkloristisch geprägt. Sein größter Erfolg war die 1935 uraufgeführte Oper Ero der Schelm, die an mehr als 80 europäischen Theatern nachgespielt wurde. Gotovac schuf ausschließlich Vokal- und Orchesterwerke.
Gotovac ist auf dem Mirogoj-Friedhof in Zagreb beigesetzt.

## Werke
- Orchesterwerke
  - Simfonijsko kolo (Sinfonischer Kolo) op. 12 (1926)
  - Pjesma i ples s Balkana (Lied und Tanz des Balkan) op. 16 (1939)
  - Orači (Die Ackerleute) op. 18 (1937)
  - Guslar (Der Gusle-Spieler) op. 22 (1940)
  - Dinarka (Die Frau aus Dinara) (1945)
  - Die Tänze von Bunjevci (1960)
- Chorwerke
  - 2 Scherzi (1916)
  - 2 Lieder für Männerchor (1918)
  - 2 pjesme čuda i smijeha (2 Lieder des Wunders und des Lachens) (1924)
  - Koleda (1925)
  - Dubravka. Pastorale für gemischten Chor und Orchester nach Texten von Ivan Gundulić op. 13 (1927–28)
  - 3 momačka zbora (3 Chöre für junge Männer) (1932)
  - Pjesme vječnog jada (Lieder des ewigen Leides) (1939)
  - Pjesme zanosa (Lieder der Begeisterung) (1955)
- Solovokalwerke
  - Djevojka i mjesec (Das Mädchen und der Mond) für Alt und Orchester (1917)
  - Moments érotiques für Singstimme und Klavier (1929)
  - 2 Sonette für Bariton und Orchester (1921)
  - Lieder der Mädchen für Singstimme und Klavier (1923)
  - Durch die Stadt für Singstimme und Klavier (1924)
  - Rizvan-aga für Bariton und Orchester (1938)
  - Pjesme čeznuća (Lieder der Sehnsucht) für Singstimme und Orchester (1939)
  - weitere Lieder für Singstimme und Klavier
- Opern
  - Morana op. 14 (1928–30)
  - Ero s onoga svijeta (Ero der Schelm) op. 17 (1933–35)
  - Kamenik (Der Steinbruch) op. 23 (1939–44; UA 1946)
  - Mila Gojsalića op. 28 (1948–51; UA 1952)
  - Đerdan (Die Halskette) op. 30 (1954–55)
  - Dalmaro op. 32 (1958; UA 1964)
  - Stanac (Ein harter Felsen) op. 33 (1959)
  - Petar Svačić. Opern-Oratorium op. 35 (1969; 1971 bearbeitet)